# Espeja (kommunhuvudort)
Espeja är en kommunhuvudort i Spanien.   Den ligger i provinsen Provincia de Salamanca och regionen Kastilien och Leon, i den västra delen av landet, 250 km väster om huvudstaden Madrid. Espeja ligger 699 meter över havet och antalet invånare är 272.
Terrängen runt Espeja är platt, och sluttar österut. Runt Espeja är det mycket glesbefolkat, med 2 invånare per kvadratkilometer. Närmaste större samhälle är Ciudad Rodrigo, 15,9 km öster om Espeja. Omgivningarna runt Espeja är huvudsakligen savann.